# Diocesi di Inhambane
La diocesi di Inhambane (in latino Dioecesis Inhambaniana) è una sede della Chiesa cattolica in Mozambico suffraganea dell'arcidiocesi di Maputo. Nel 2021 contava 344.780 battezzati su 1.872.300 abitanti. È retta dal vescovo Ernesto Maguengue.

## Territorio
La diocesi comprende l'intera provincia di Inhambane in Mozambico.
Sede vescovile è la città di Inhambane, dove si trova la cattedrale dell'Immacolata Concezione.
Il territorio è suddiviso in 25 parrocchie.

## Storia
La diocesi è stata eretta il 3 agosto 1962 con la bolla Supremi muneris di papa Giovanni XXIII, ricavandone il territorio dall'arcidiocesi di Lourenço Marques (oggi arcidiocesi di Maputo).

## Cronotassi dei vescovi
Si omettono i periodi di sede vacante non superiori ai 2 anni o non storicamente accertati.
- Ernesto Gonçalves Costa, O.F.M. † (27 ottobre 1962 - 23 dicembre 1974 nominato vescovo di Beira)
- Alberto Setele † (20 novembre 1975 - 7 settembre 2006 deceduto)
- Adriano Langa, O.F.M. (7 settembre 2006 succeduto - 4 aprile 2022 ritirato)
- Ernesto Maguengue, dal 4 aprile 2022

## Statistiche
La diocesi nel 2021 su una popolazione di 1.872.300 persone contava 344.780 battezzati, corrispondenti al 18,4% del totale.
| anno | popolazione | popolazione | popolazione | presbiteri | presbiteri | presbiteri | presbiteri                | diaconi | religiosi | religiosi | parrocchie |
| anno | battezzati  | totale      | %           | numero     | secolari   | regolari   | battezzati per presbitero | diaconi | uomini    | donne     | parrocchie |
| ---- | ----------- | ----------- | ----------- | ---------- | ---------- | ---------- | ------------------------- | ------- | --------- | --------- | ---------- |
| 1970 | 166.874     | 760.033     | 22,0        | 43         | 3          | 40         | 3.880                     |         | 57        | 57        | 3          |
| 1980 | 191.000     | 858.000     | 22,3        | 18         |            | 18         | 10.611                    |         | 24        | 35        | 21         |
| 1990 | 187.914     | 1.281.000   | 14,7        | 15         |            | 15         | 12.527                    |         | 16        | 27        | 21         |
| 1999 | 230.875     | 1.111.439   | 20,8        | 22         | 4          | 18         | 10.494                    |         | 28        | 50        | 21         |
| 2000 | 234.161     | 1.168.369   | 20,0        | 32         | 7          | 25         | 7.317                     |         | 29        | 52        | 21         |
| 2001 | 238.956     | 1.123.079   | 21,3        | 30         | 8          | 22         | 7.965                     |         | 26        | 68        | 21         |
| 2002 | 245.700     | 1.291.010   | 19,0        | 36         | 8          | 28         | 6.825                     |         | 37        | 74        | 21         |
| 2003 | 267.308     | 1.391.010   | 19,2        | 36         | 8          | 28         | 7.425                     |         | 31        | 74        | 21         |
| 2004 | 260.741     | 1.391.010   | 18,7        | 37         | 9          | 28         | 7.047                     |         | 31        | 74        | 22         |
| 2006 | 263.717     | 1.316.783   | 20,0        | 33         | 5          | 28         | 7.991                     |         | 31        | 79        | 22         |
| 2013 | 283.975     | 1.550.000   | 18,3        | 53         | 6          | 47         | 5.358                     |         | 54        | 93        | 22         |
| 2016 | 308.000     | 1.671.570   | 18,4        | 49         | 7          | 42         | 6.285                     |         | 45        | 84        | 22         |
| 2019 | 333.435     | 1.809.630   | 18,4        | 43         | 7          | 36         | 7.754                     |         | 40        | 68        | 22         |
| 2021 | 344.780     | 1.872.300   | 18,4        | 50         | 7          | 43         | 6.895                     |         | 61        | 80        | 25         |